# Collège expérimental
Un collège — ou lycée — expérimental est en France un établissement d'enseignement secondaire qui bénéficie d'un statut dérogatoire à des fins d'expérimentation et d'innovation pédagogique.

## Un statut dérogatoire
Le système éducatif français est centralisé et fondé sur l'idée qu'il doit être le même pour tous, au moins pendant le temps de la scolarité obligatoire. 
L'organisation des établissements scolaires est pensée par le ministère de l'Éducation nationale, ainsi que les programmes scolaires, en fonction des recommandations du Haut Conseil de l'éducation.
Des efforts de décentralisation existent. Depuis les lois d'orientation de 1989 et 2000, les établissements scolaires définissent leurs objectifs dans un projet d'établissement, et la responsabilité du financement des lycées est désormais déléguée aux régions. Cependant, les élèves sont répartis dans les établissements en fonction de la carte scolaire, de la langue vivante qu'ils souhaitent étudier, et non de ces projets. De même les critères d'affectation des enseignants à un établissement scolaire en tiennent peu compte.
Dans ce contexte, les établissements présentant un projet hors norme peuvent bénéficier d'un statut dérogatoire. D'une part, ils ne sont généralement pas sectorisés par la carte scolaire. D'autre part, les équipes pédagogiques y sont constituées sur la base du volontariat autour du projet d'établissement.

## Les expérimentations successives

### Les écoles nouvelles de la Libération
À la libération de la France, tandis que la commission Langevin-Wallon prépare  un plan de réforme du système éducatif français en s'appuyant sur les travaux réalisés par le conseil de la Résistance, différentes expérimentations liées aux idées de l'éducation nouvelle sont lancées.  
Gustave Monod, directeur de l'enseignement du second degré, crée à Sèvres les classes nouvelles de la Libération, à partir de la classe de sixième, puis jusqu'à la troisième. Il crée également à Enghien-les-Bains un lycée qui prendra son nom.
À cette époque sont créées entre autres l'école Ovide Decroly de Saint-Mandé et la Nouvelle École de Boulogne, expérimentation confiée par le ministère de l'Éducation nationale aux CEMEA, ainsi que le lycée de Montgeron.

### Les lycées expérimentaux créés en  1982
En 1982, alors que  François Mitterrand est président de la République depuis peu, Gabriel Cohn-Bendit interpelle le Ministre de l'Éducation Alain Savary en lui écrivant la lettre au camarade Ministre.
Plusieurs projets reçoivent  carte blanche pour créer des lycées expérimentaux cogérés afin de tenter de trouver des réponses à l'échec scolaire :
- Centre expérimental pédagogique maritime en Oléron ;
- Collège lycée expérimental d'Hérouville-Saint-Clair ;
- Lycée autogéré de Paris ;
- Lycée expérimental de Saint-Nazaire ;
- Collège expérimental Le Montaud, à Anduze.

### Les créations soutenues par le CNIRS en 2000
Le Conseil national de l'innovation pour la réussite scolaire est un organisme consultatif de l'éducation nationale française créé en octobre 2000 par Jack Lang, alors ministre de l'Éducation nationale. Il était composé d'experts et de personnels éducatifs et présidé par Anne-Marie Vaillé.
Le rôle de ce conseil était de  soutenir, évaluer et diffuser les initiatives prises dans les différents établissements scolaires. Il permit  la création d'une quinzaine d'établissements expérimentaux, dont quatre ouverts à tous les publics : 
- le collège de la septième île à Brest ;
- le collège Anne-Frank au Mans, sous la direction de Marie-Danielle Pierrelée ;
- le collège pionnier de la Maronne, qui s'ouvre à la rentrée 2001 à Saint-Martin-Valmeroux ;
- le collège Clisthène à Bordeaux, sous la direction de Jean-François Boulagnon.

Dès 2002, à la suite du changement de gouvernement, l'existence des établissements expérimentaux de Brest et Saint-Martin-Valmeroux  est remise en cause ; par contre l'ouverture du collège Clisthène, encore à l'état de projet, est effectuée. Le collège de la septième île ferme en 2006. Le collège de la Maronne ferme à son tour en septembre 2009 et le collège Anne-Frank en 2019.

### Un nouvel appel en 2007
En septembre 2007, un appel à la création de nouveaux collèges expérimentaux a été lancé par Gabriel Cohn-Bendit, fondateur du lycée expérimental de Saint-Nazaire, avec l'accord  de Xavier Darcos, alors ministre de l'Éducation, et recueille en quelques jours près de 200 adhésions d'enseignants.
Un comité de pilotage est constitué, et en février 2008 désigne les établissements concernés par ces projets pédagogiques innovants : le collège Jean-Jaurès et le lycée Lumière à La Ciotat, le collège Beaumarchais à Meaux, le collège Chevreul à L'Haÿ-les-Roses, le collège Vallès à La Ricamarie et le collège Les Explorateurs à Cergy.
Soutenu uniquement dans l'académie de Créteil, puis réduit en nombre de postes à pourvoir, début mars 2008 le projet est en passe d'être abandonné.
Toutefois, en 2009, les choses changent et le projet repart, porté par l'académie de Créteil. Constatant la réussite du collège Chevreul à L'Haÿ-les-Roses, l'académie de Créteil soutient l'ouverture en septembre 2009 de neuf collèges expérimentaux : en Val-de-Marne, les collèges Laplace à Créteil, Joliot-Curie à Fontenay-sous-Bois, Brossolette à Villeneuve-Saint-Georges, Molière à Ivry et Karl-Marx à Villejuif ; en Seine-et-Marne, les collèges Pyramide à Lieusaint, Jules-Verne et Marie-Curie à Provins ; en Seine-Saint-Denis, le collège Jean-Vilar à La Courneuve.